# Colaspis brownsvillensis
Colaspis brownsvillensis är en skalbaggsart som beskrevs av Blake 1975. Colaspis brownsvillensis ingår i släktet Colaspis och familjen bladbaggar. Inga underarter finns listade i Catalogue of Life.